# Glenn Buchanan
Glenn Robert Buchanan, född 19 november 1962 i Townsville i Queensland, är en australisk före detta simmare.
Buchanan blev olympisk bronsmedaljör på 100 meter fjäril vid sommarspelen 1984 i Los Angeles.